# Gianluca Pollefliet
Gianluca Pollefliet (Bornem, 28 gennaio 2002) è un pistard e ciclista su strada belga che corre per la Decathlon AG2R La Mondiale Team. Attivo come Elite/Under-23 dal 2021, è componente del quartetto belga di inseguimento a squadre.

## Palmarès

### Pista
- 2022

Sprint Meeting Dudenhofen, Americana (con Lindsay De Vylder)

### Strada
- 2019 (Juniores)

Sleidinge
Beveren
Lovendegem
Denderbelle
Overmere - Berlare
- 2020 (Juniores)

Pollare
Merksplas
Landskouter
- 2021 (ACROG-Tormans)

2ª tappa Kermisprijs (Geluwe > Geluwe)
Sinaai-Waas
- 2022 (Lotto Soudal U23)

1ª tappa International Beloften Weekend (Terneuzen > Terneuzen)
3ª tappa Ronde van Oost-Vlaanderen (Haasdonk > Haasdonk)
Ardooie
- 2023 (Lotto Dstny Development Team, due vittorie)

Omloop Het Nieuwsblad U23
Memorial Philippe Van Coningsloo

#### Altri successi
- 2022 (Lotto Soudal U23)

1ª tappa Tour Alsace (Sausheim, cronosquadre)

## Piazzamenti

### Competizioni mondiali
- Campionati del mondo su pista

Roubaix 2021 - Inseguimento a squadre: 10º
Saint-Quentin-en-Yvelines 2022 - Inseguimento a squadre: 8º
Glasgow 2023 - Inseguimento a squadre: 9º

### Competizioni continentali
- Campionati europei su pista

Gand 2019 - Chilometro a cronometro Junior: 16º
Gand 2019 - Inseguimento a squadre Junior: 7º
Gand 2019 - Inseguimento individuale Junior: 20º
Gand 2019 - Keirin Junior: 17º
Fiorenzuola d'Arda 2020 - Inseguimento a squadre Junior: 6º
Fiorenzuola d'Arda 2020 - Corsa a eliminazione Junior: 8º
Fiorenzuola d'Arda 2020 - Corsa a punti Junior: 14º
Fiorenzuola d'Arda 2020 - Americana Junior: 4º
Apeldoorn 2021 - Corsa a eliminazione Under-23: 7º
Apeldoorn 2021 - Inseguimento a squadre Under-23: 8º
Grenchen 2021 - Inseguimento a squadre: 7º
Anadia 2022 - Corsa a eliminazione Under-23: 5º
Anadia 2022 - Inseguimento a squadre Under-23: 2º
Anadia 2022 - Americana Under-23: 4º
Grenchen 2023 - Inseguimento a squadre: 5º
Anadia 2023 - Corsa a eliminazione Under-23: 2º
Anadia 2023 - Inseguimento a squadre Under-23: 3º
Anadia 2023 - Omnium Under-23: 9º
Anadia 2023 - Americana Under-23: 2º
- Campionati europei su strada

Drenthe 2023 - In linea Under-23: 11°
Apeldoorn 2024 - Inseguimento a squadre: 6º